# Tillandsia 'Kayjay'
Tillandsia 'Kayjay' es un cultivar híbrido del género Tillandsia perteneciente a la familia Bromeliaceae.
Es un híbrido creado en el año 1995 con las especies Tillandsia stricta × Tillandsia aeranthos.